# Zoran Šorov
Zoran Šorov (ur. 17 listopada 1961 w Sztipie) – jugosłowiański zapaśnik walczący w stylu wolnym. Trzykrotny olimpijczyk. Szósty w Los Angeles 1984. Jedenasty w Barcelonie 1992, gdzie reprezentował Macedonię jako sportowiec niezależny. Odpadł w eliminacjach w Seulu 1988. Walczył w kategorii do 57 kg.
Ósmy na mistrzostwach świata w 1990. Wicemistrz Europy w 1987; trzeci w 1991. Srebrny medalista igrzysk śródziemnomorskich w 1983 i 1991 roku.